# 江田島郵便局
江田島郵便局（えたじまゆうびんきょく）は、広島県江田島市にある郵便局。民営化前の分類では集配特定郵便局であった。

## 出張所
郵政民営化前は以下の出張所を設置していた。いずれも局外ATMである。民営化によりゆうちょ銀行広島支店に移管された。
- 第一術科学校内出張所
- ゆめタウン江能店内出張所

## 沿革
- 1882年（明治15年）8月1日 - 本浦（ほんうら）郵便局（五等）として開設[1]。
- 1886年（明治19年）2月20日 - 貯金預所を開設[2]。
- 1887年（明治20年）
  - 3月4日 - 江田島郵便局に改称[3]。
  - 8月16日 - 貯金事務の取扱を開始[4]。
- 1888年（明治21年）11月1日 - 為替事務を開始[5]。
- 1893年（明治26年）
  - 4月1日 - 江田島電信局（二等）が設置される[6]。
  - 6月1日 - 電信為替事務を開始[7]。
- 1903年（明治36年）4月1日 - 江田島電信局（二等）が廃止され[8]、江田島郵便局が電信事務の取扱を開始[9]。
- 1926年（大正15年）
  - 8月11日 - 特設電話加入申請の受理を開始[10]。
  - 12月21日 - 電話通話事務を開始[11]。
- 1927年（昭和2年）3月31日 - 電話交換業務を開始[12]。
- 1930年（昭和5年）10月23日、24日 - 昭和天皇海軍兵学校行幸記念のため、特殊通信日付印を使用[13]。
- 1936年（昭和11年）3月19日 - 海軍兵学校教育参考館開館式記念のため、江田島郵便局海軍兵学校内臨時出張所において図案文字を挿入せる通信日付印を使用[14]。
- 1945年（昭和20年）2月1日 - 江田島村字大原に江田島郵便局大原分室を設置[15]。
- 1946年（昭和21年）7月31日 - 江田島郵便局大原分室を廃止[16]。
- 1956年（昭和31年）3月 - 局舎新築落成。
- 1984年（昭和59年）1月17日 - 安芸郡江田島町字向側から、同町字川ノ平に局舎を新築、移転するとともに[17]、和文電報受付および電話通話事務の取り扱いを開始[18]。
- 1999年（平成11年） - 外国通貨の両替および旅行小切手の売買に関する業務取扱を開始。
- 2000年（平成12年）7月1日 - 普通郵便局から特定郵便局に局種別改定[19]。
- 2006年（平成18年）9月11日 - 大柿郵便局（〒737-2299→〒737-2213）、能美郵便局（〒737-2399→〒737-2301）から集配業務を移管[20]。
- 2007年（平成19年）3月5日 - ゆうゆう窓口を廃止、配達センター局に移行。
- 2007年（平成19年）10月1日 - 民営化に伴い、併設された郵便事業呉支店江田島集配センターに一部業務を移管。
- 2012年（平成24年）10月1日 - 日本郵便株式会社発足に伴い、郵便事業呉支店江田島集配センターを江田島郵便局に統合。

## 取扱内容
- 郵便、印紙、ゆうパック、内容証明
- 貯金、為替、振替、振込、国際送金、国債
- 生命保険、バイク自賠責保険
- ゆうちょ銀行ATM
- 江田島市内全域（〒737-21xx、737-22xx、737-23xx）の集配業務

## 周辺
- 江田島警察署
- 江田島市立江田島小学校
- 海上自衛隊第1術科学校（海軍兵学校跡に立地）
- 江田島市民センター

## アクセス
- 国道487号
- 駐車場：9台
- 江田島バス 江田島小学校前停留所